# Попцова, Нина Павловна
Ни́на Па́вловна Попцова (1922—1943) — подпольщица, партизанка, входила в состав истребительного батальона, младший лейтенант.

## Биография
Родилась 16 августа 1922 года в селе Ункосово Московской области. В 1936 году с семьей переехала в станицу Горячеводская Ставропольского края. После окончания школы работала ткачихой на ковровой фабрике имени Ильича. В 1941 году, после начала волны окончила курсы медсестер, состояла в санитарной дружине, затем вступила в истребительный батальон, оказалась на оккупированной территории Пятигорска. Активный участник военных операций советского командования, осуществляемых в тылу противника, в том числе наводки ночных бомбардировщиков на гостиницу «Бристоль», во время совещания высшего немецкого командования Северного Кавказа. В декабре 1942 года начала создавать подпольную молодёжную группу для агитационной и диверсионной работы в тылу врага. Была арестована патрулём, подвергнута пыткам.
Согласно другим сведениям, которые были обнаружены в трофейных документах, Нина Попцова была схвачена по доносу предателей. В частности, в одном из документов русского гестапо, т.е городской тайной полиции Пятигорска, существовавшей и действовавшей во время оккупации города, содержится донос секретного агента Зайцева. В нём говорится: «4-го сентября 1942 года по полученным данным, по улице Чапаева № 9 в Горячеводске Попцова откуда-то имеет и распространяет злостные слухи, что у немцев дела идут плохо. Большевики концентрируют силы. Эти слухи не иначе, как исходят от её скрывающейся где-то дочери Нины Попцовой, о чём я уже ранее сообщал». Следовательно, оккупанты о подпольной деятельности Н. Попцовой знали уже с первых недель существования оккупационного режима и активно вели её поиск.
В ночь с 6 на 7 января расстреляна нацистами в районе старых каменоломен Пятигорска.
24-24 апреля 1943 года проведены раскопки на месте уничтожения советских людей в районе старых каменоломен (между Комсомольской поляной и Провалом). Извлечено 68 трупов, удалось опознать только 13 человек, в том числе Нину Попцову (опознана матерью Екатериной Матвеевной).

## Семья
Отец — Павел Ермолаевич По(а)пцов (1898 — ?) — портной-закройщик, ветеран Великой Отечественной войны. Рядовой, санитар-носильщик эвако-транспортного взвода 500 отдельного медико-санитарного батальона 34 стрелковой дивизии. Награждён медалью За Боевые заслуги. В мае 1942 года попал в плен в Керчи, содержался в лагере № 3 Галац.
Мать — Екатерина Матвеевна.

## Память
- Памятник Нине Попцовой в Пятигорске, автором — скульптор М. Г. Минкин.  261610420550005
- Улица Нины Попцовой в Пятигорске